# Panimerus dysmica
Panimerus dysmica és una espècie d'insecte dípter pertanyent a la família dels psicòdids que es troba a Nord-amèrica: Califòrnia.